# Rebecca Belmore
Rebbeca Belmore (ur. 1960) jest interdyscyplinarną artystką Anishinaabekwe, która jest szczególnie znana ze świadomych politycznie i społecznie performansów i instalacji. Jest Ojibwe i członkiem Obishikokaang (Lac Seul First Nation). Obecnie artystka mieszka w Toronto, Ontario.
Belmore występowała i wystawiała w kraju i za granicą od 1986 r. Jej praca koncentruje się na problemach miejsca i tożsamości oraz konfrontuje wyzwania dla ludzi Pierwszych Narodów. Jej prace dotyczą historii, głosu i bezdźwięczności, miejsca i tożsamości. Jej praca, czy to rzeźba, wideo czy fotografia natury, opiera się na performansie. Aby odnieść się do polityki reprezentacji, sztuka Belmore stara się odwrócić lub podważyć oficjalne narracje, jednocześnie demonstrując preferencje w użyciu powtarzalnych gestów i naturalnych materiałów. Sztuka Belmore ujawnia wieloletnie zaangażowanie w politykę i jej związek z budowaniem tożsamości i ideami reprezentacji. Wystawiała w Kanadzie, Stanach Zjednoczonych, Meksyku, na Kubie i Australii. W 2005 roku Uniwersytet OCAD przyznał Belmore tytuł doktora w uznaniu dla jej kariery.
Była pierwszą rdzenną kobietą reprezentującą Kanadę na Biennale w Wenecji w 2005 roku. W 2013 roku otrzymała również Nagrodę Gubernatora Generalnego Kanady w dziedzinie sztuk wizualnych i mediów.

## Życie
Belmore urodziła się 22 marca 1960 roku w Upsali. Do 16 roku życia Belmore spędzała lato w północno-zachodnim Ontario ze swoimi dziadkami. W ciągu wakacji babcia uczyła ją zbierania rodzimej żywności z lądu. Pisarka Jessica Bradley opisuje okres dojrzewania Belmore jako trudny ze względu na „zwyczaj zakorzeniony w asymilacji narzuconej przez kanadyjski rząd została wysłana do szkoły średniej w Thunder Bay i zamieszkała u obcej rodziny”. Bradley dodaje, że w wyniku jej doświadczeń jako nastolatki pojęcia wysiedlenia i utraty kulturowej są „przekształcane w akty lub przedmioty zadośćuczynienia i protestu w jej różnych pracach”. Belmore uczęszczała do Ontario College of Art and Design w Toronto w 1988 r., a dzięki sukcesowi na Biennale w Wenecji w 2005 r. otrzymała honorowy tytuł doktora.
Matka Belmore urodziła się na małej wyspie w północnym Ontario. Podróż, którą odbyła Belmore, żeby odwiedzić miejsce, w którym urodziła się jej matka miała wielki impakt na jej prace.

## Kariera
Rebecca Belmore przez całą swoją karierę prezentowała swoje prace na wystawach co dwa lata. Dwukrotnie reprezentowała Kanadę na Sydney Biennale; w 1998 roku na wystawie Every Day, a w 2006 w wystawie Zones of Contact. W 2005 roku jej praca Fontanna została pokazana w kanadyjskim pawilonie na 51. Biennale w Wenecji, jako pierwsza aborygeńska artystka, która kiedykolwiek reprezentowała Kanadę na tym wydarzeniu. W tym samym roku artystka wystawiała w ramach Sweet Taboos na 3. Biennale w Tiranie, w Albanii. W 1991 roku wystawiała na IV Biennale de la Habana w Hawanie na Kubie.
Esej Jolene Rickard w Venice Biennale Catalog opisuje pracę Belmore: „Jako osoba Pierwszych Narodów czy Aborygenów, ojczyzną Belmore jest teraz nowoczesny naród Kanady; jednak świat sztuki niechętnie uznaje ten stan za ciągłą formę wygnania kulturowego i politycznego. Włączenie bazy politycznej Pierwszych Narodów nie ma na celu marginalizacji pracy Belmore, ale nadanie jej głębi. Ludzie myślą o Belmore zarówno jako o Kanadyjczyku, jak i Anishinabe – ja myślę o niej jako o Anishinabe żyjącej w nieustannie kolonialnej przestrzeni obu Ameryk.”
Belmore miała dwie duże indywidualne wystawy objazdowe: The Named and the Unnamed, wieloczęściową instalację upamiętniającą kobiety zaginione w Downtown Eastside w Vancouver, w Morris and Helen Belkin Art Gallery w Vancouver (2002); oraz 33 Pieces, Blackwood Gallery, University of Toronto w Mississauga (2001). W 2008 roku w Vancouver Art Gallery odbyło się Rising to the Occasion, przegląd w połowie kariery artystycznej Belmore’a. W 2014 roku Belmore otrzymał zlecenie stworzenia oryginalnego dzieła dla Kanadyjskiego Muzeum Praw Człowieka. Praca składa się z koca z ręcznie prasowanych glinianych koralików, do pomocy w jego produkcji została zaangażowana społeczność w Winnipeg.
W 2010 roku Belmore była zaangażowana w spór prawny z Galerią Pari Nadimi w Toronto, która pozwała ją o odszkodowanie karne i utracone przyszłe dochody do 750 000 USD.
W 2017 roku prace Belmore były wystawiane na documenta 14 w Atenach w Grecji oraz w Kassel w Niemczech.
W 2018 roku Art Gallery of Ontario wystawiła objazdową retrospektywę prac Belmore, Facing the Monumental. Kuratorem była Wanda Nanibush. Facing the Monumental zawiera rzeźby, instalacje, fotografie i filmy z 30 lat kariery Belmore. Była to największa do tej pory wystawa jej prac, pokazywana w galeriach w Kanadzie i Stanach Zjednoczonych.

## Dzieła sztuki

### Opis ważnych dzieł
Interaktywna instalacja Belmore Mawa-che-hitoowin: A Gathering of People for Any Purpose (1992), przedstawiała krzesła z kuchni Belmore i krzesła kuchenne należące do innych bliskich jej kobiet, ułożone w okrąg. Na każdym krześle spoczywała para słuchawek. Zwiedzający zostali zaproszeni, aby usiąść na każdym krześle, założyć słuchawki i wysłuchać opowieści o walkach i triumfach różnych rdzennych kobiet w Kanadzie, opowiedzianych ich własnym głosem. Praca została zamówiona na wystawę sztuki rdzennych mieszkańców w 500. rocznicę przybycia Kolumba do Hiszpanii. W związku z tym wykorzystano rdzenne tradycje opowiadania historii i przekazywania mądrości osobom starszym jako sposób na odrzucenie rdzennych stereotypów i wiktymizacji.

### Wybrane prace
Wybrane prace artystki:
- Twelve Angry Crinolines (1987), parada i wideo performans, Thunder Bay, Ontario, Kanada. Współpraca z: Ana Demetrakopoulos, Kim Erickson, Lori Gilbert, Joane Lachapelle-Bayak, Glenn McLeod, Karen Maki, Sandy Pandia and Lynne Sharman; zorganizowane przez Lynne Sharman
- Artifact #671B (1988), protest w obronie the Lubicon Cree i przeciwko obchodom Olimpijskiego Płomienia, Thunder Bay, Ontario, Kanada
- High-tech Teepee Trauma Mama (1988), instalacja performance, Indian Days Native Student Association Winter Carnival, Uniwersytet Lakehead, Thunder Bay Ontario, Kanada
- HOWUH! (1988), performance oparty na muzyce, projekt z Allen De Leary, Definitely Superior Art Gallery i Thunder Bay Indian Friendship Centre, Thunder Bay, Ontario, Kanada
- Nah-doe-tah-moe-win: Means an Object That You Listen To (1989), Niagara Artists Centre, Saint Catharines, Ontario, Kanada; Galerie SAW Gallery, Ottawa, Ontario, Kanada; Multi-media Works: A Native Perspective, AKA, Saskatoon, Saskatchewan, Kanada
- August 29, 1990 (1990), performance, Première Biennale d’art actuel de Québec, Le Lieu, Quebec City, Quebec, Kanada
- Ayum-ee-aawach Oomama-mowan: Speaking to Their Mother (1991), performance, Walter Phillips Gallery, The Banff Centre, Banff, Alberta, Kanada; wystawiane w wielu miejscach w Kanadzie (1991-1996)
- Creation or Death: We Will Win (1991), performance, IV Bienal de la Habana, Havana, Kuba
- Mawa-che-hitoowin: A Gathering of People for Any Purpose (1992), instalacja mieszana, wystawa „Land/Spirit/Power”, National Gallery of Canada, Ottawa, Ontario, Kanada
- I am not a Fucken Squaw! (1993), performance, bankiet ukończenia programu kształcenia na odległość, Sioux Lookout, Ontario, Kanada
- Affiliation/Affliction (1994), współpraca z Reona Brass, Rencontre internationale d’art performance (RIAP) de Quebec, Le Lieu, Quebec, Kanada
- Tourist Act #1 (1995), występ partycypacyjny, Institute of American Indian Arts, Santa Fe, Nowy Meksyk, U.S.A
- Interview with the Ghost of Luna (1997), performance, „Apocalypso” artist’s residency, The Banff Centre, Banff, Alberta, Kanada
- Garden of Eden (1998), performance, Five New Works (untitled), Canadian Performance Art Tour, Niemcy
- Manifesto (1999), performance, TIME TIME TIME festiwal sztuk performatywnych, Fado Performance, Inc., Zsa Zsa Gallery, Toronto, Ontario, Kanada
- The Indian Factory (2000), wykonanie podczas instalacji, High-tech Storytellers: An Interdisciplinary Aboriginal Art Project, Tribe/AKA Gallery, Saskatoon, Saskatchewan, Kanada
- Wild (2001), House Guests: Contemporary Artists in the Grange, Art Gallery of Ontario, Toronto, Ontario, Kanada
- Vigil (2002), performance, Talking Stick Aboriginal Art Festival, Full Circle First Nations Performance, Vancouver, Brytyjska Kolumbia, Kanada
- Tongue River (2003), współpraca performance z Bently Spang, Fado Performance, Inc., Toronto, Ontario, Kanada
- Back to the Garden (2006), performance, Urban Shaman/ Ace Art, Inc., Winnipeg, Manitoba, Kanada
- „Freeze” z Osvaldo Yero (2006), Nuit Blanche, Toronto, Ontario, Kanada
- Painted Road (2007), performance, droga żwirowa za Art Gallery of Sudbury, Uniwersytet Lauretyński, Sudbury, Ontario, Kanada
- Making Always War (2008), performance, asystentka performance: Daina Warren, Morris and Helen Belkin Art Gallery, Uniwersytet Kolumbii Brytyjskiej, Vancouver, Kolumbia Brytyjska, Kanada

## Wystawy
Wybrane wystawy indywidualne:
- Artifact #671B (1988), Thunder Bay, Ontario, Kanada[18]
- Crazy Old Woman Child (1988), Indian Friendship Centre, Thunder Bay, Ontario, Kanada[18]
- I’m a High-Tech Teepee Trauma Mama (1988), Native Student Council, Uniwersytet Lakehead, Thunder Bay, Ontario, Kanada[18]
- Mushkegokwe/Swampwoman (1988), Kobiety przeciw szaleństwu wojskowemu, Minneapolis, Minnesota, U.S.A.[18]
- Nah-doe-tah-moe-win (1989), Galerie Saw, Ottawa, Ontario, Kanada[18]
- Ayumee-aawach Oomama-Mowan: Speaking to Their Mother z Marjorie Beaucage (1992), XYZ, Toronto, Ontario, Kanada[18]
- Wana-na-wang-ong (1993), Contemporary Art Gallery, Vancouver, Brytyjska Kolumbia, Kanada
- I Wait for the Sun (1994), Faret Tachikawa Art Project, Art Front Gallery, Tokyo, Japonia
- Tourist Act #1 (1995), Institute of American Indian Art, Santa Fe, Nowy Meksyk, USA[18]
- Dreamers (1999), Keyano College Art Gallery, Fort McMurray, Alberta, Kanada
- Many/One (1999), Optica, Montreal, Quebec, Kanada
- on this ground (2000), Rhode Island School of Design Museum of Art, Providence, Rhode Island, USA
- Private Collection (2001), Pari Nadimi Gallery, Toronto, Ontario, Kanada
- 33 Pieces (2001), organizowane przez Blackwood Gallery, University of Toronto w Mississauga, Mississauga, Ontario, Kanada; wystawiane również w: Dunlop Art Gallery, Regina, Saskatchewan, Kanada (2002); Parry Sound Station Gallery, Parry Sound, Ontario, Kanada (2002); Definitely Superior Gallery, Thunder Bay, Ontario, Kanada (2003); W.K.P. Kennedy Public Art Gallery, Capitol Centre, North Bay, Ontario, Kanada (2003)
- The Named and the Unnamed (2002), organizowane przez Morris and Helen Belkin Art Gallery, Vancouver, Brytyjska Kolumbia, Kanada; wystawiane również w: Art Gallery of Ontario, Toronto, Ontario, Kanada (2003); Kamloops Art Gallery, Kamloops, Brytyjska Kolumbia, Kanada (2004); Confederation Art Centre, Charlottetown, Prince Edward Island, Kanada (2004); McMaster Museum of Art, McMaster University, Hamilton, Ontario, Kanada (2006)
- Extreme (2003), Pari Nadimi Gallery, Toronto, Ontario, Kanada
- Temperance (2004), Tribe, Saskatoon, Saskatchewan, Kanada
- Untitled 1, 2, 3 (2005), grunt gallery, Vancouver, Brytyjska Kolumbia, Kanada
- The Capture of Mary March, Pari Nadimi Gallery, Toronto, Ontario, Kanada’
- Parallel (2006), Urban Shaman/ Ace Art, Inc., Winnipeg, Manitoba, Kanada
- cosi in cielo, cosi in terra (2006), Franco Soffiantino Arte Contemporanea, Turin, Włochy
- Rebecca Belmore: Rising to the Occasion (2008), Vancouver Art Gallery, Vancouver, Brytyjska Kolumbia, Kanada
- March 5, 1819 (2008), The Rooms Provincial Art Gallery, St. Johns, Newfoundland, Kanada
- Rebecca Belmore: Facing the Monumental (2018), Art Gallery of Ontario, Toronto, Ontario, Kanada[9]

Wybrane wystawy grupowe:
- 1988: Souvenir from the Northern Front, Mayworks, Toronto, Ontario, Kanada[18]
- 1988: See Jane Sew Strontium, Definitely Superior, Thunder Bay, Ontario, Kanada[18]
- 1988: The New Traditionalists, Definitely Superior, Thunder Bay, Ontario, Kanada[18]
- 1989: Changers: A Spiritual Renaissance, National Arts and Crafts Corporation, Ottawa, Ontario, Kanada[18]
- 1989: Broadcast, Definitely Superior, Thunder Bay, Ontario, Kanada[18]
- 1990: Biennale d’art actuel, Quebec City, Quebec, Kanada[18]
- 1990: Multi-Media Works: A Native Perspective, AKA, Saskatoon, Saskatchewan, Kanada[18]
- 1990: Telling Things, Art Metropole, Toronto, Ontario, Kanada[18]
- 1990: Young Contemporaries 90, London Regional Art Gallery, London, Ontario, Kanada[18]
- 1991: Bienal de la Habana, Havana, Kuba[18]
- 1991: Okanata, A Space, Toronto, Ontario, Kanada[18]
- 1991: Between Views, Walter Phillips Gallery, Banff, Alberta, Kanada[18]
- 1991: Interrogating Identity, Grey Art Gallery, New York, New York, USA[18]
- 1991: A Likeness, Agnes Etherington Art Centre, Kingston, Ontario, Kanada[18]
- 1992: Enduring Strength, Intermedia Arts and Two Rivers Gallery, Minneapolis, Minnesota, USA[18]
- 1992: Land, Spirit, Power, National Gallery of Canada, Ottawa, Ontario, Kanada[18]
- 1992: Princesses, Indiennes, et Cowgirls: Stereotypes de la Frontiere, Oboro, Montreal, Quebec, Kanada[18]
- 1993: Stand, Erie, Pensylwaniaa, USA[18]
- 1993: Margins of Memory, Art Gallery of Windsor, Windsor, Ontario, Kanada[18]
- 1994: Rencontre internationale d’art performance de Quebec, Le Lieu, Quebec City, Quebec, Kanada[18]
- 1994: Sixth Native American Fine Arts Invitational, The Heard Museum, Phoenix, Arizona, USA[18]
- 1994: Faret Tachikawa Art Project, Tokyo, Japonia[18]
- 1995: Longing and Belonging: From the Faraway Nearby, Santa Fe, Nowy Meksyk, USA[18]
- 1995: History 101: The Re-Search for Family, St. Louis, Missouri[18]
- 1996: Liasons, The Power Plant, Toronto, Ontario, Kanada[18]
- 1996: Metissages, Galerie Optica, Montreal, Quebec, Kanada[18]
- 2012: Shapeshifting: Transformations in Native American Art, Peabody Essex Museum, Salem, Massachusetts, USA[19]
- 2018-2019: Art for a New Understanding: Native Voices, 1950s to Now, Crystal Bridges Museum of American Art, Bentonville, Arkansas, USA[20]
- 2019: Hearts of Our People: Native Women Artists, Minneapolis Institute of Art, Minneapolis, Minnesota, USA[21]

## Nagrody, wyróżnienia i rezydencje
Belmore otrzymała członkostwo w Royal Canadian Academy of Arts. W 2004 roku Belmore ukończyła rezydencję z MAWA (Mentoring Artists for Women's Art) w Winnipeg, Manitoba. Jest także nagrodzona Nagrodą Gubernatora Generalnego w dziedzinie sztuk wizualnych i mediów (2013), a także została laureatką Nagrody Gershona Iskowitza w 2016 roku.